# William B. T. Trego
Pour les articles homonymes, voir Trego.
William Brooke Thomas Trego, né le 15 septembre 1858 à Yardley et mort le 24 juin 1909 à North Wales, est un peintre américain connu pour ses œuvres aux thèmes militaires, notamment des scènes de la guerre d'indépendance des États-Unis et de la guerre de Sécession.

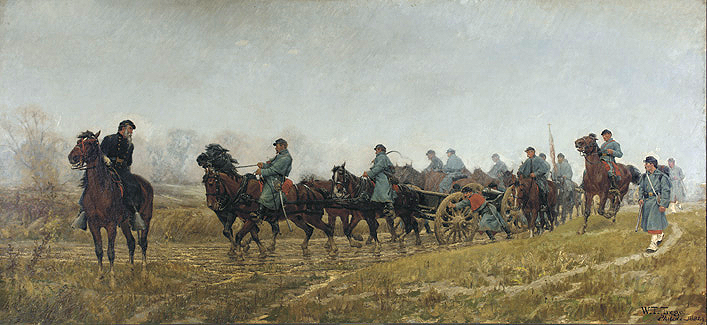
Battery of Light Artillery en Route (1882)
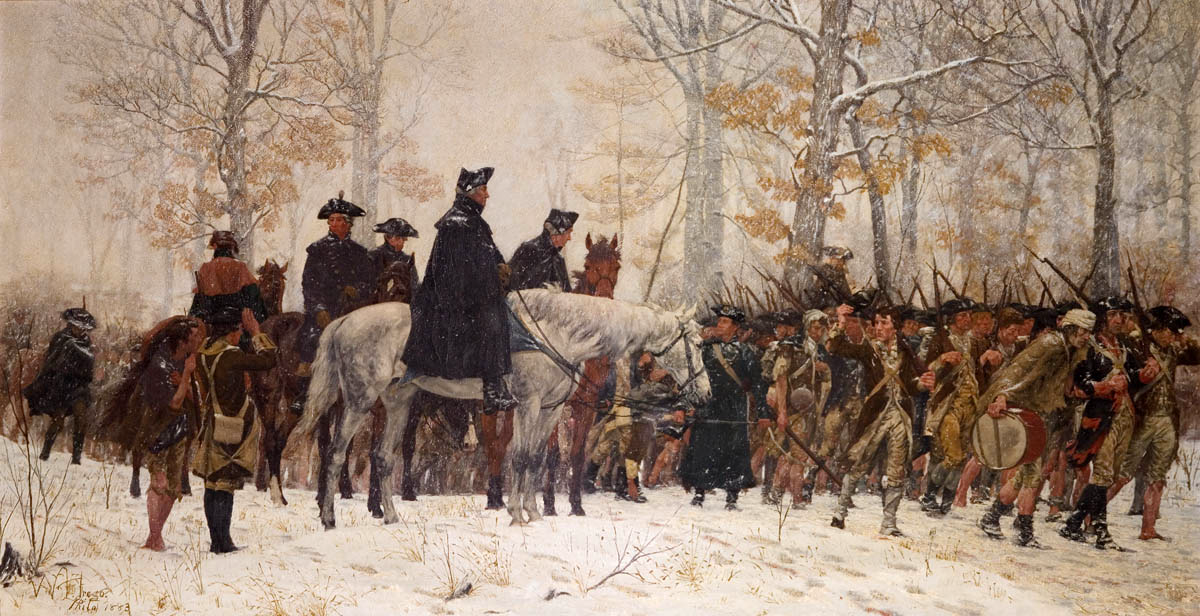
The March to Valley Forge (1883)
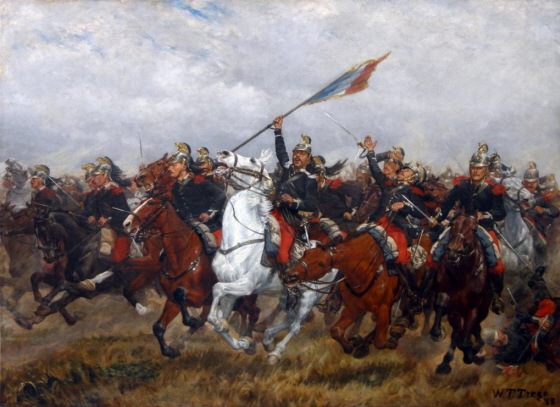
The Color Guard (1888)